# Iglesia Nuestra Señora de Fátima
La Iglesia de Nuestra Señora de Fátima es una iglesia parroquial católica romana en el barrio de Pocitos, Montevideo (Uruguay).
La parroquia fue fundada el 1 de mayo de 1954. El templo está dedicado a la Virgen de Fátima. Está en manos de los claretianos, quienes también dirigen la escuela privada adyacente Colegio y Liceo Nuestra Señora de Fátima —establecido en 1960—. Originalmente las celebraciones se realizaban en una cripta bajo el colegio; el templo actual fue construido a principios de los años 80, en ladrillo.

## La misma devoción
Hay otras iglesias en Uruguay dedicadas a Nuestra Señora de Fátima:
- Iglesia Parroquial de Nuestra Señora de Fátima (Villa del Cerro)
- Capilla de Fátima (Punta del Este)
- Iglesia Parroquial de Nuestra Señora de Fátima (Rocha)
- Capilla Nuestra Señora de Fátima (Colonia Valdense)
- Iglesia Parroquial de Nuestra Señora de Fátima (Minas)
- Iglesia Parroquial Nuestra Señora de Fátima (San José de Mayo)